# 于顗
于 顗（う ぎ、生没年不詳）は、中国の北周から隋にかけての軍人。字は元武。本貫は河南郡洛陽県。于仲文の兄。

## 経歴
于寔の子として生まれた。成長すると身長は八尺で、鬚や眉が美しいことで知られた。北周の大冢宰の宇文護の末娘を妻とした。父の勲功により新野郡公の爵位を受けた。大都督に任ぜられ、車騎大将軍・儀同三司に転じた。軍功を重ねて、上開府の位を受けた。右宮伯・左宮伯を歴任し、郢州刺史をつとめた。579年、水軍総管として韋孝寛に従い淮南を経略した。于顗は元紹貴・毛猛らとともに、水軍で潁口から淮水に入った。陳の防主の潘深が柵を放棄して逃走すると、于顗は韋孝寛とともに進軍して寿陽を攻め落とした。また軍を率いて硤石を包囲し、守将の許約が降伏すると、于顗は東広州刺史に任ぜられた。
580年、于顗は総管の趙文表と合わず、これを陥れようと図った。于顗は邸の中で床に臥せって、心の病であると偽り、「わたしは複数の人が前に現れると、驚いて斬り殺したくなってしまうのを自制できない」と申し渡した。そこで賓客があるときには、みな側近を下がらせてひとりで面会させた。于顗は病がいよいよ危篤に陥ったと言いふらさせた。趙文表は見舞いに訪れ、従者たちを門の前に待機させて、ひとりで于顗のところにおもむいた。于顗はとつじょ立ち上がり、刀で趙文表を斬り殺して、「趙文表は尉遅迥と通謀していたので、これを斬った」と唱えた。趙文表の部下たちもあえて動く者はなかった。ときに楊堅は尉遅迥をまだ平定していなかったため、仔細を問わずに于顗をねぎらい、呉州総管に任じた。
陳の将軍の銭茂和が数千人を率いて江陽を襲撃すると、于顗はこれを迎え撃って撃退した。陳がまた将軍の陳紀・周羅睺・燕合児らを派遣して于顗を襲撃させると、于顗はこれをはばんで退けた。
581年、隋が建国されると、趙文表の弟が宮廷を訪れて兄の無罪を訴えた。文帝（楊堅）がこのことを調べさせると、太傅の竇熾らは于顗の罪が死罪に相当すると結論した。文帝は于顗の門閥と功績をおもんばかって、特別に罪に問わず、その位を開府儀同三司に落とした。後に于顗は父の燕国公の爵位を嗣いだ。まもなく病のため免職された。587年、沢州刺史に任ぜられた。数年後、免職され、家で死去した。
子の于世虔が後を嗣いだ。

## 伝記資料
- 『隋書』巻六十 列伝第二十五
- 『北史』巻二十三 列伝第十一